# José Luciano Ezequiel Huerta-Gutiérrez
José Luciano Ezequiel Huerta-Gutiérrez (nascido em 7 de janeiro de 1876 em Madalena, falecido em 3 de abril de 1927 em Guadalajara) - Beato da Igreja Católica Romana mexicana.
Ele era irmão do Beato Salvator Huerta Gutiérrez. Sua esposa era Florence Gutiérrez Oliva, e ele teve cinco filhos desta relação. Ele foi assassinado em 3 de abril de 1927.
Foi beatificado por Bento XVI em 20 de novembro de 2005 em um grupo de treze mártires mexicanos.